# Backhoppning

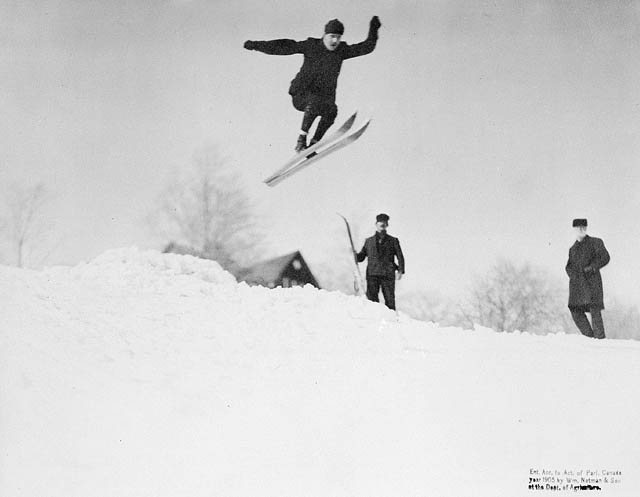
Backhoppning 1905

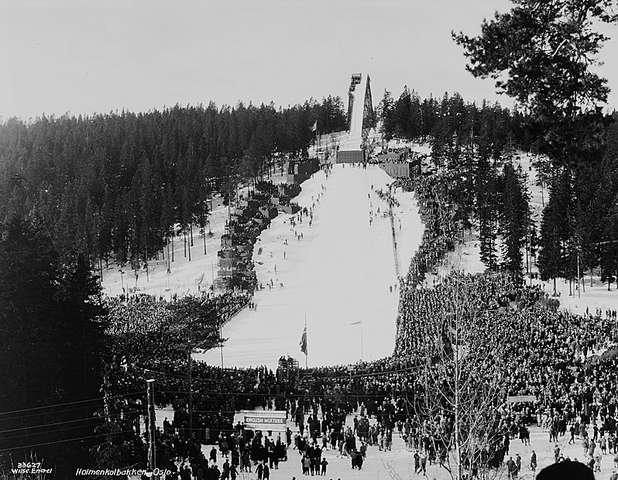
Holmenkollbacken 1929

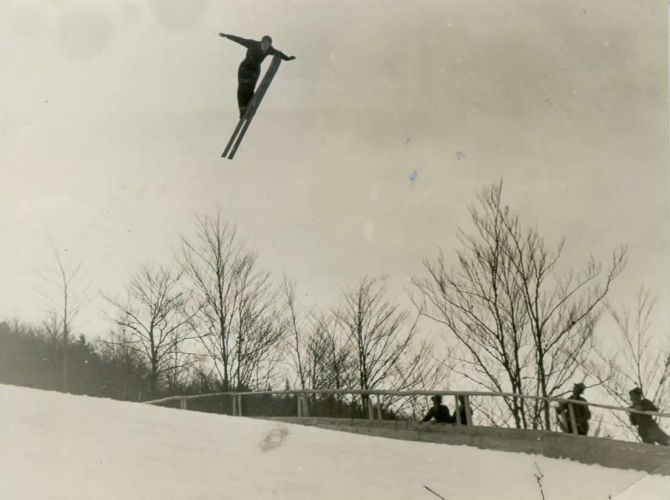
Backhoppning i Planica 1936

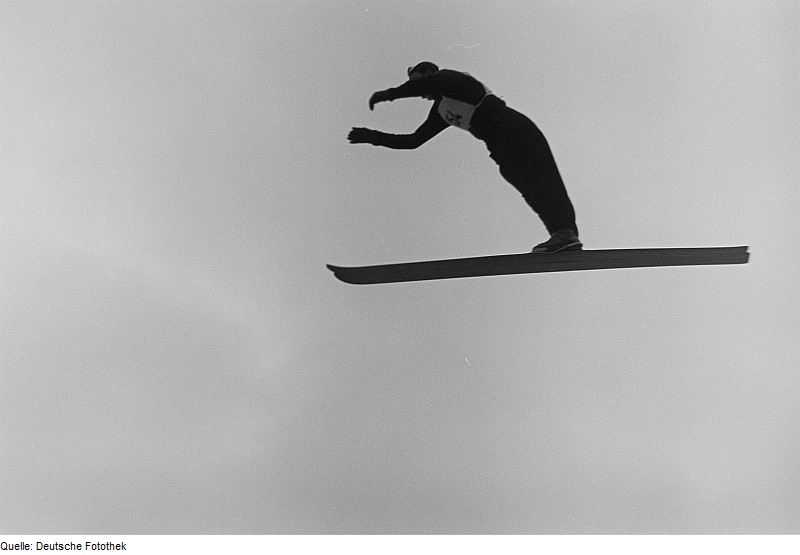
Hoppstil 1952

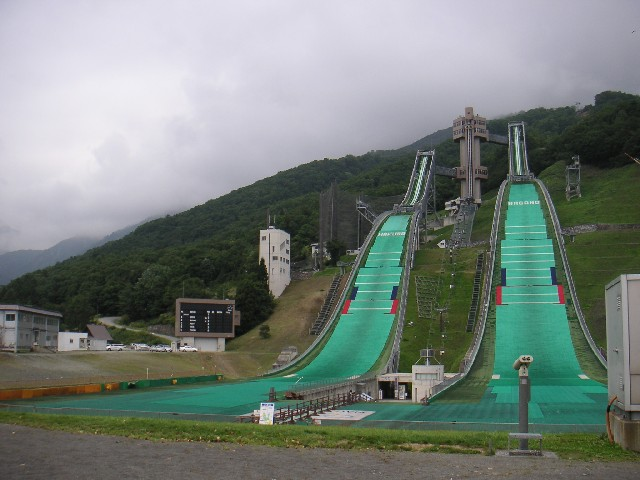
Hakuba backanläggning från OS 1998 i Nagano

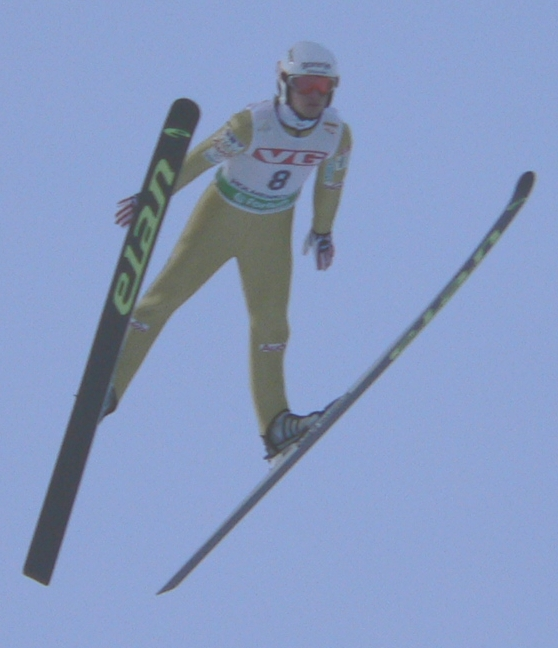
V-stil

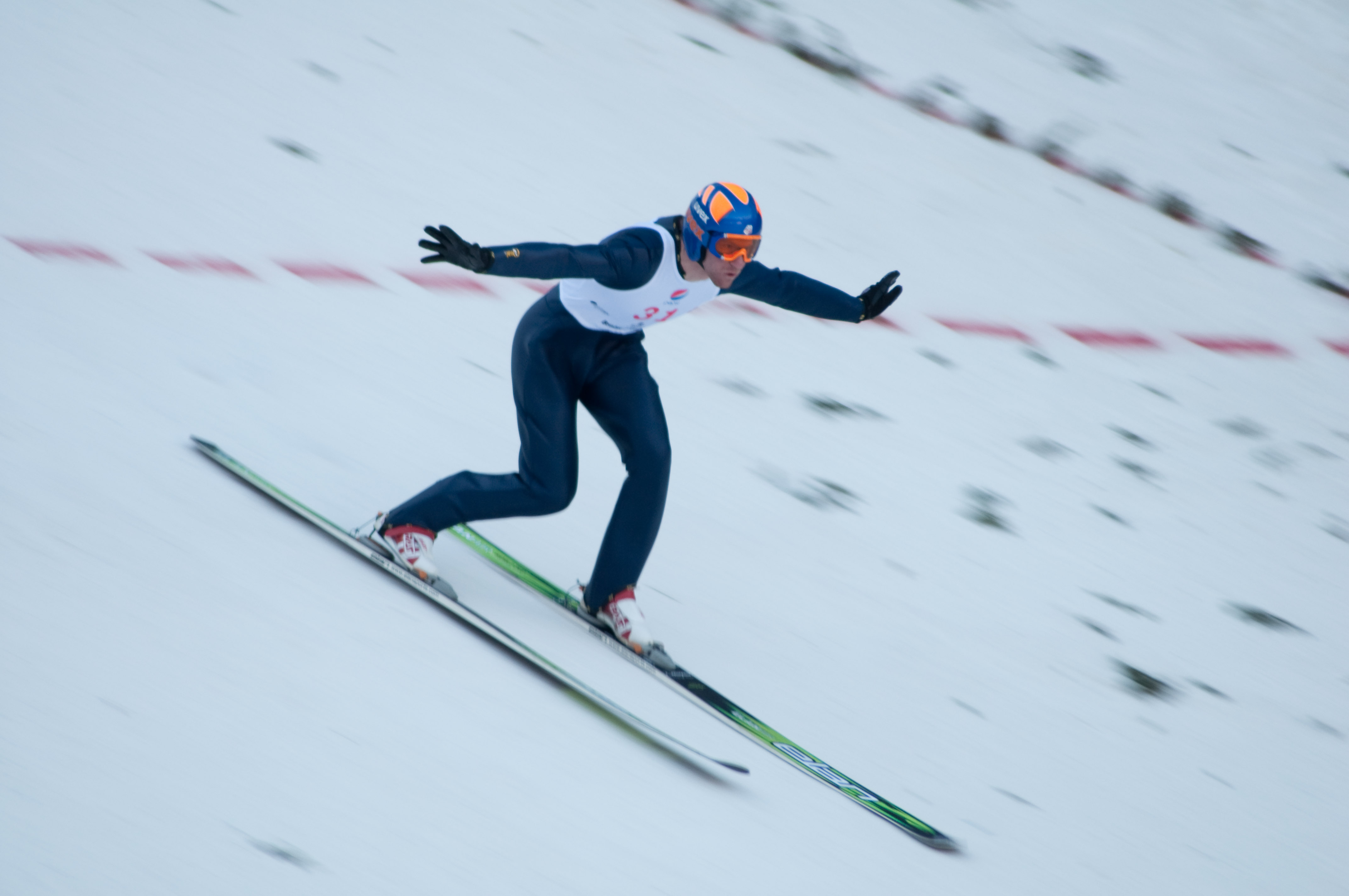
Telemarklandning

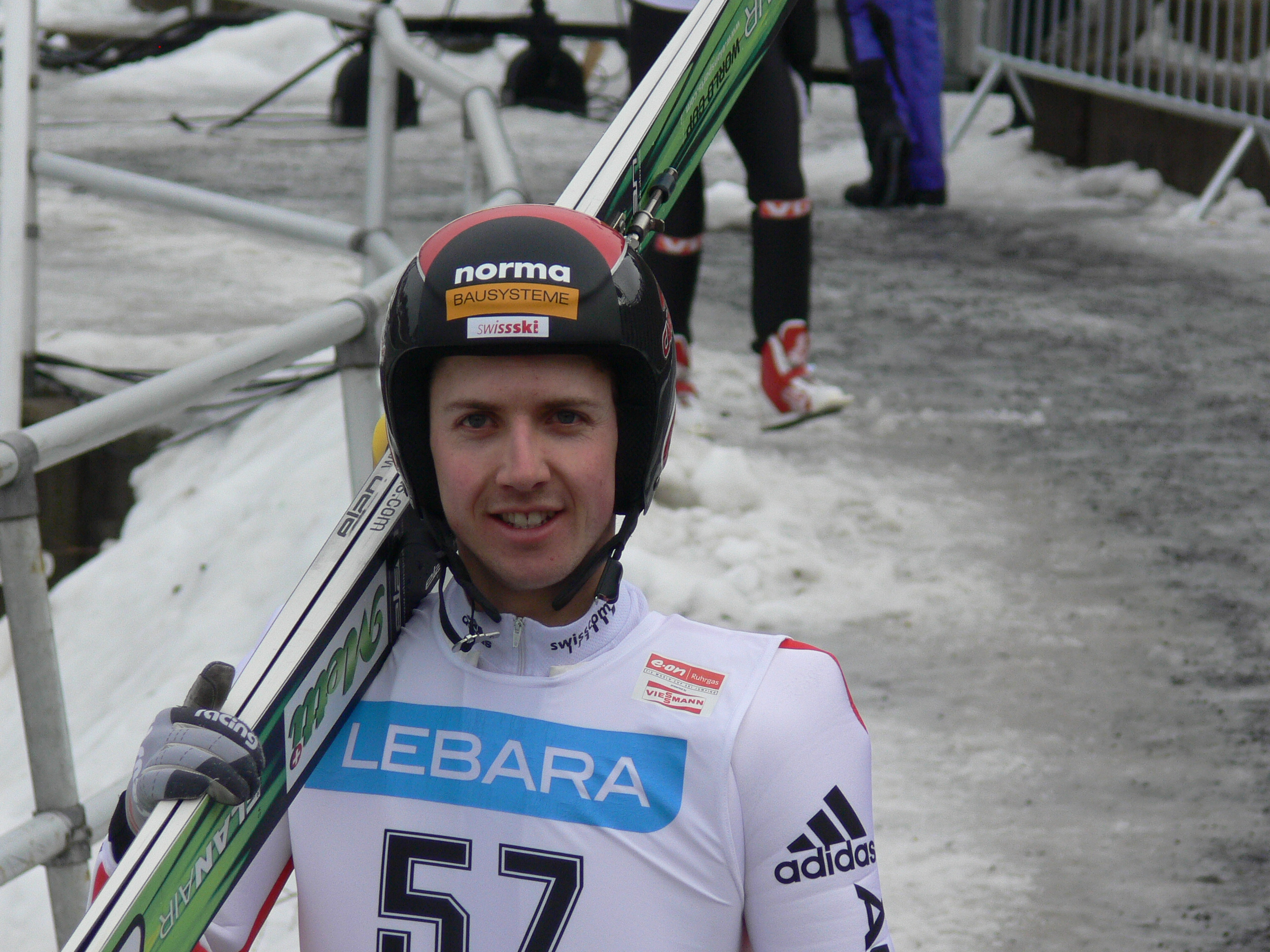
Simon Ammann har 4 olympiska guldmedaljer

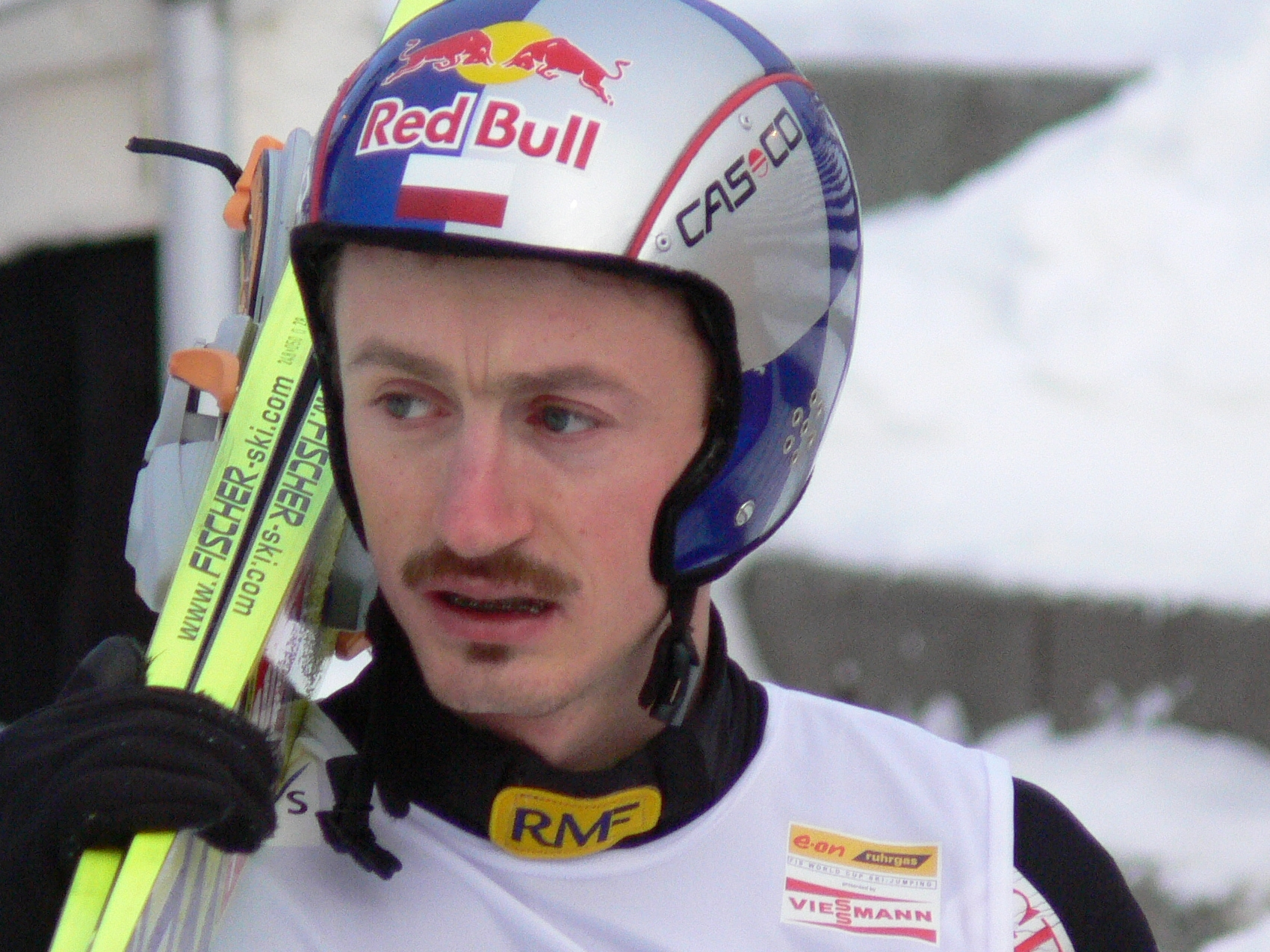
Adam Małysz har 6 medaljer från världsmästerskap, varav 4 guld

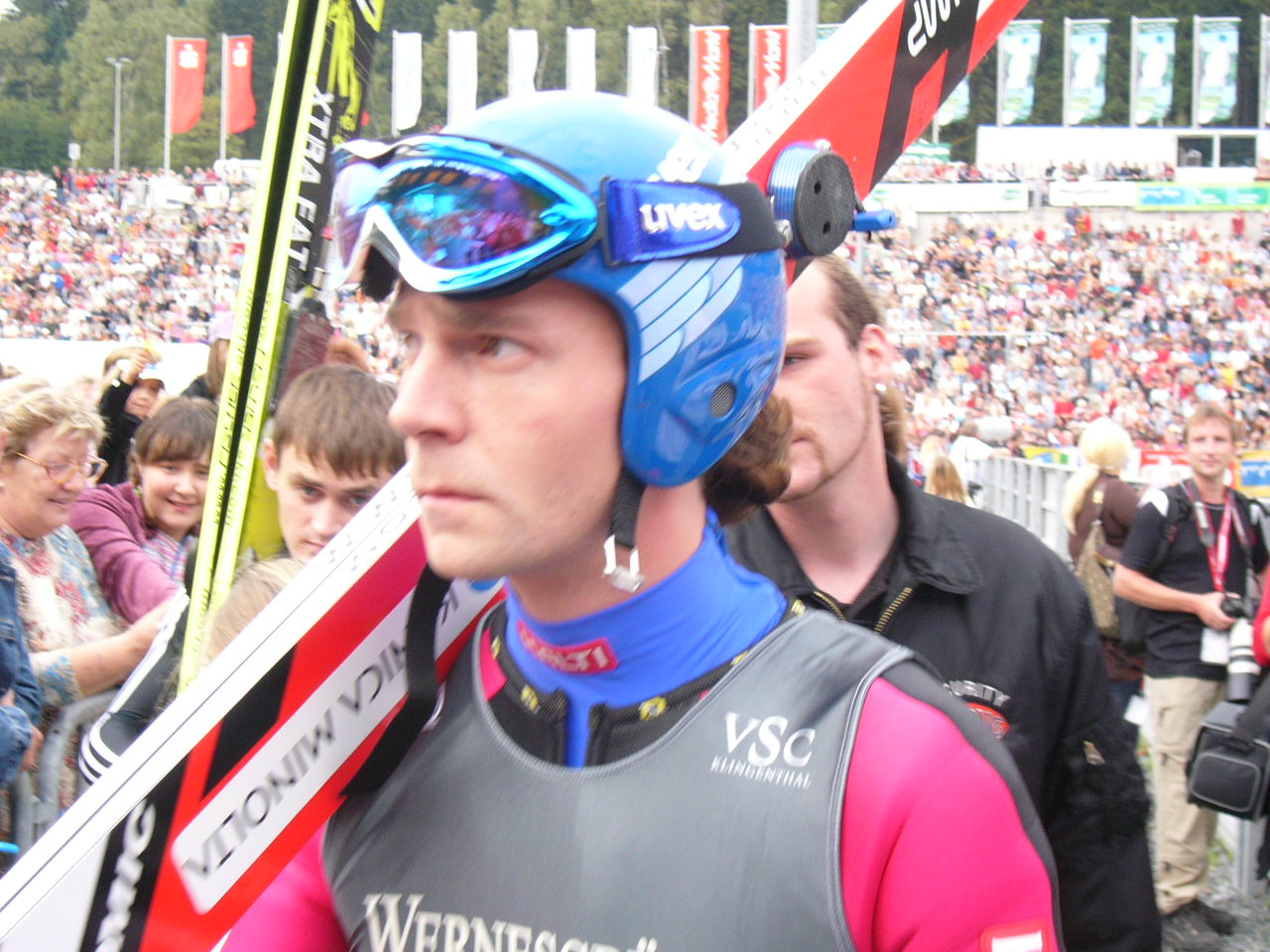
Janne Ahonen har bland annat 5 sammanlagtsegrar i tysk-österrikiska backhopparveckan

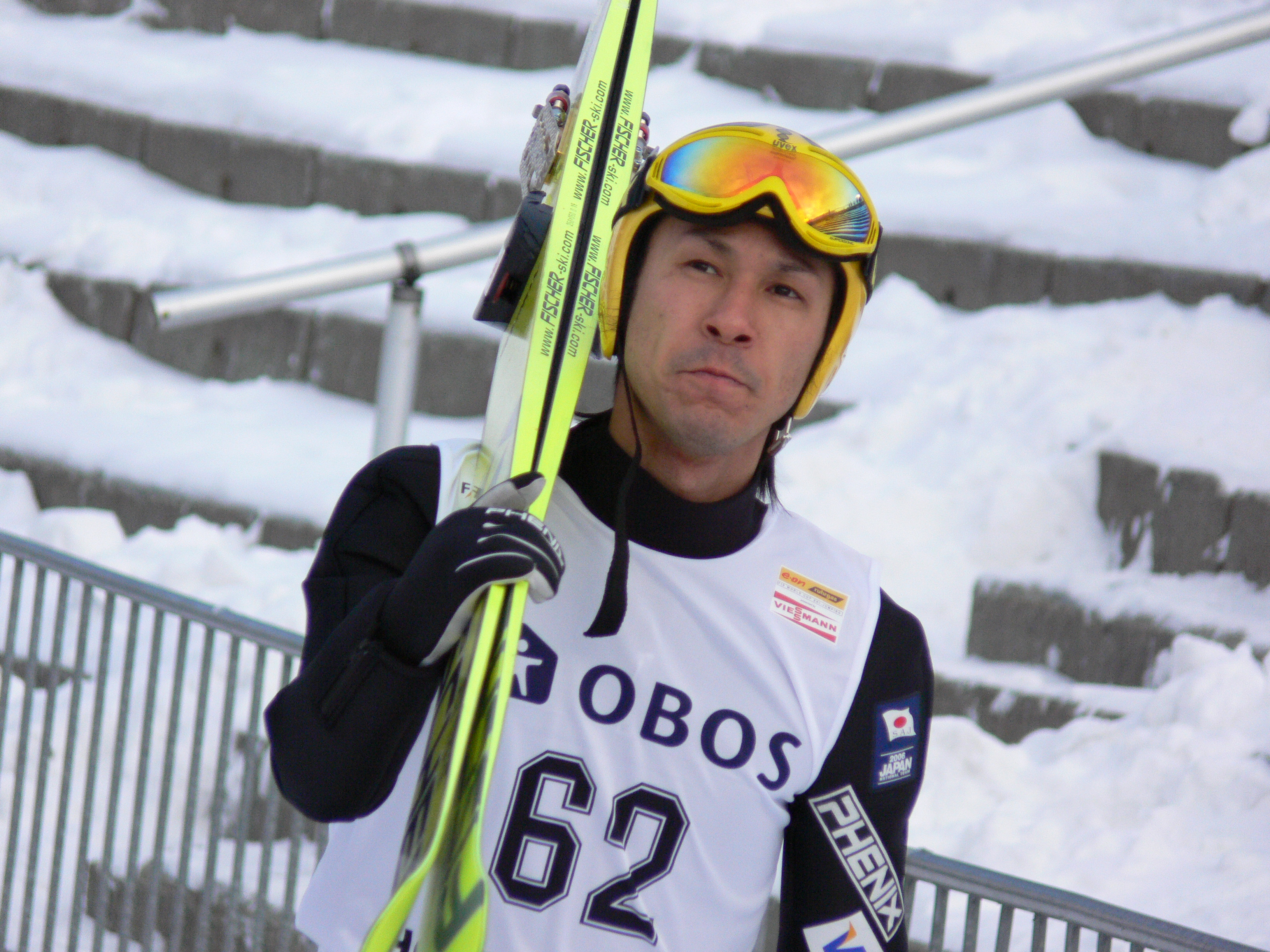
Noriaki Kasai har 445 tävlingar i Världscupen och sju OS bakom sig, inklusive ett silver i det senaste 2014

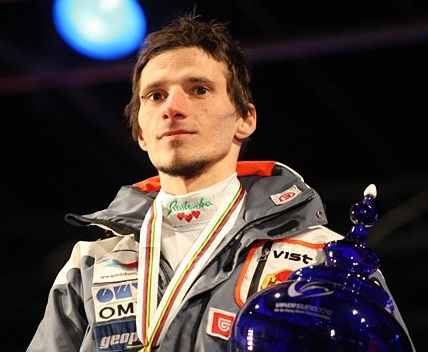
Robert Kranjec har hoppat över 200 meter 129 gånger

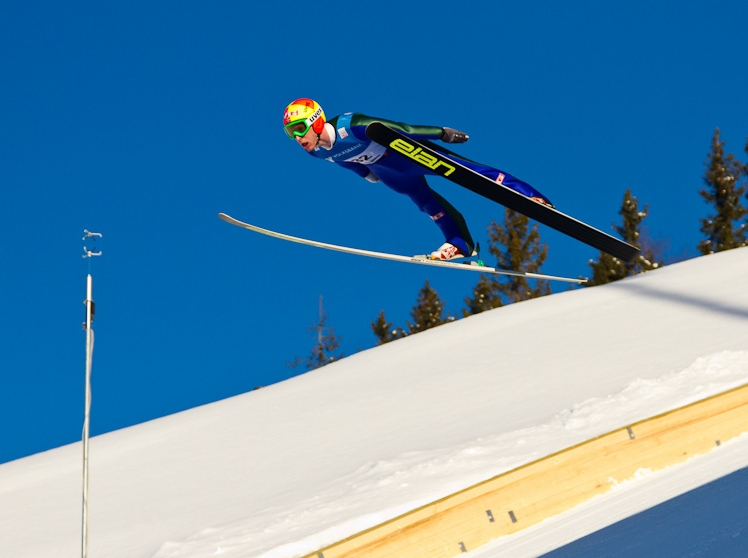
Johan Remen Evensen hoppade 246,5 meter i Vikersundbacken

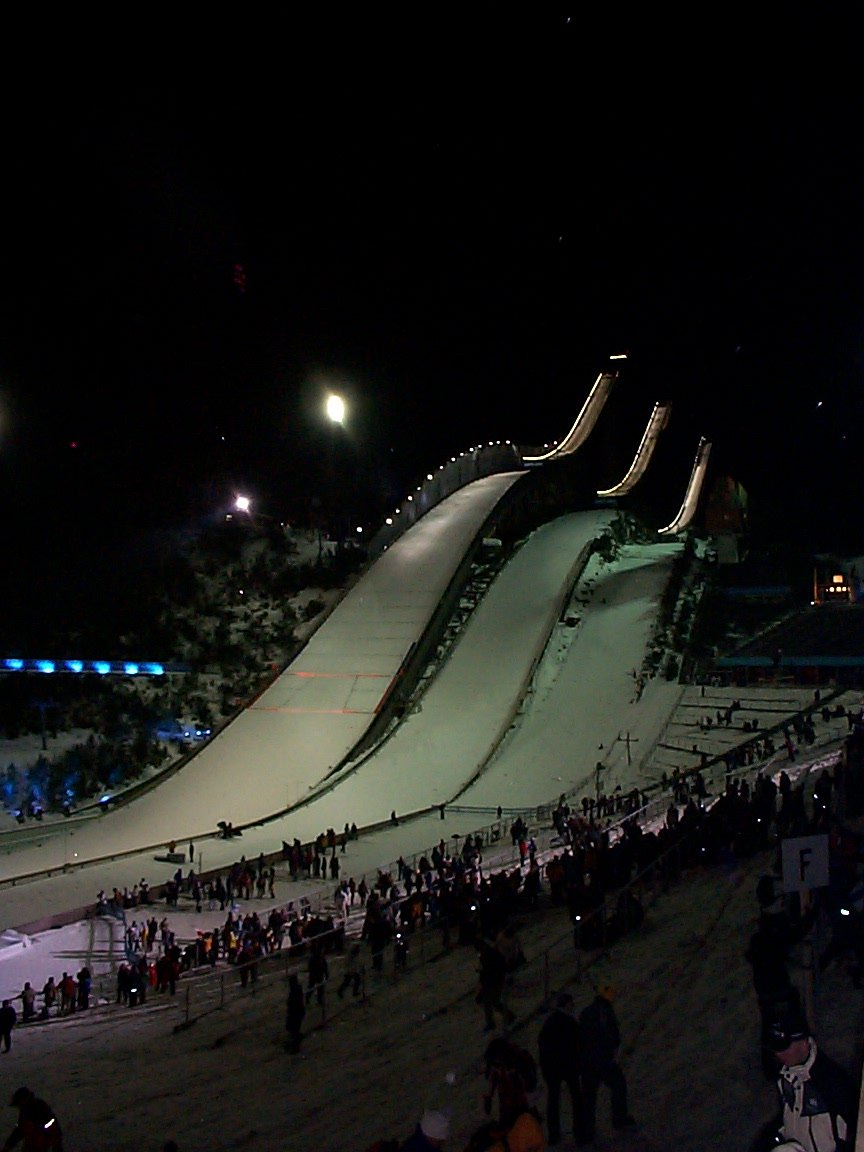
Backhoppsanläggningen i Lahtis där första världscuptävlingen i laghoppning arrangerades 1990

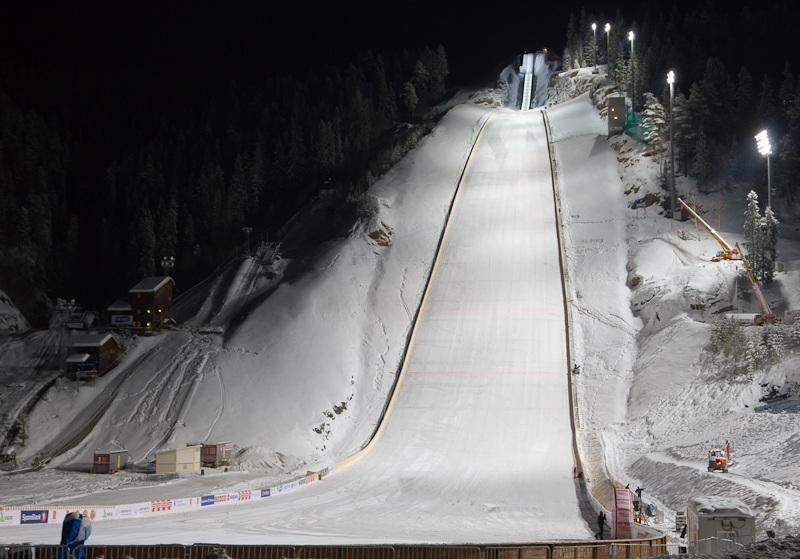
Vikersundbacken är en av världens 3 största skidflygningsbackar

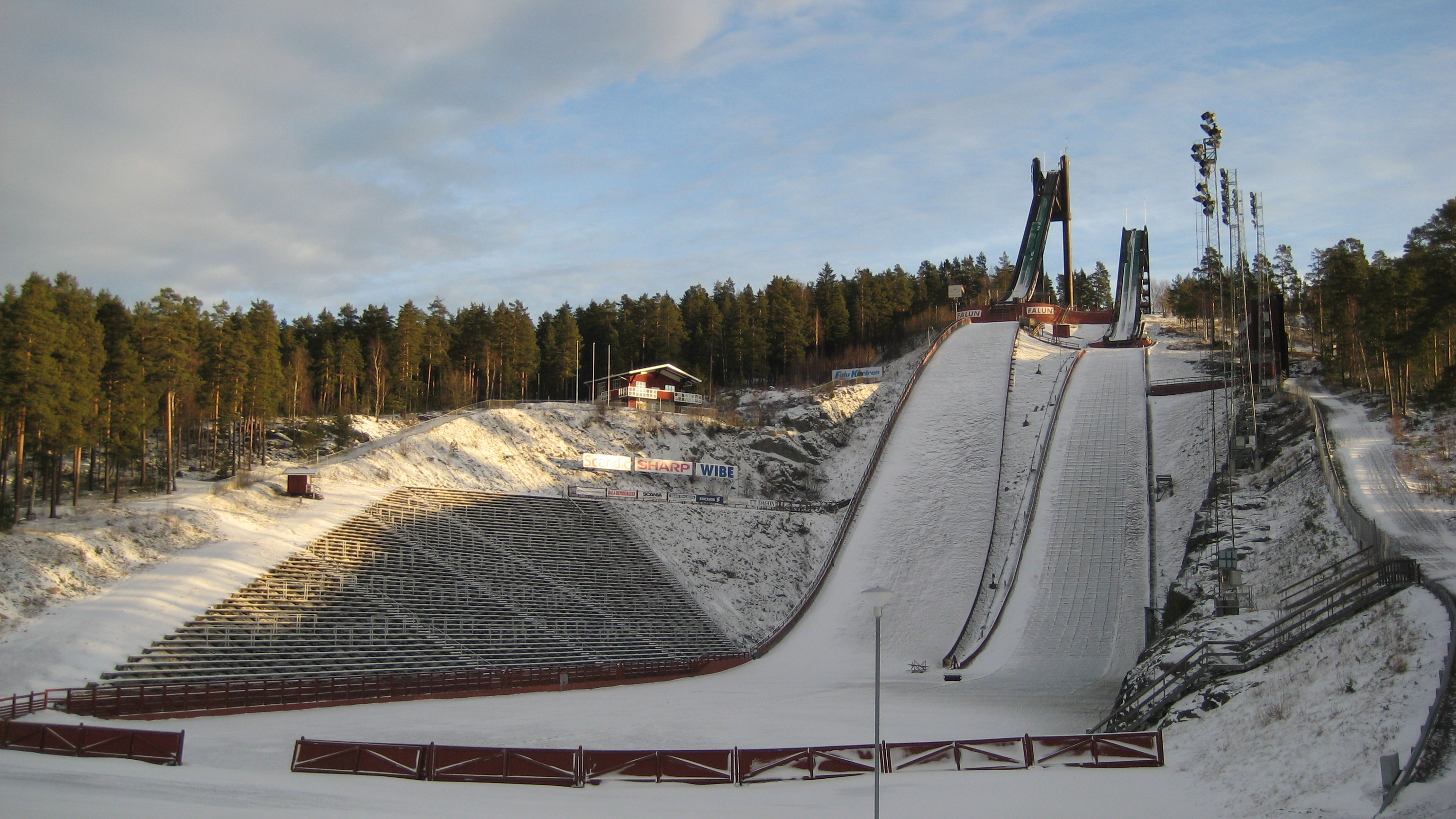
Lugnets skidanläggning i Falun november 2008

Backhoppning är en vinteridrott som hör till kategorin nordisk skidsport. Utövaren startar genom att på skidor glida nedför en snötäckt backe, överbacken, ofta från stillastående. En god bit ned i överbacken vänder backen så att den sluttar något uppåt ett kort stycke, för att därefter vända tvärt lodrätt nedåt, det så kallade uthoppet. Härifrån tar utövaren sats och försöker sväva så långt som möjligt innan denne landar i den efterföljande nederbacken. Hela proceduren ska genomföras så stilfullt som möjligt, och avslutas med att utövaren åker över övergången och ut på slätten.
Utövaren får poäng som beräknas från hoppets längd, längdpoängen varierar med backens storlek, och stilkaraktärer på en skala från 1 till 20, som utdelas av fem domare. Från och med 2010 utdelas tillägg eller görs avdrag på poängsumman, beroende på vindförhållandena (riktning och styrka vid olika punkter i backen) och vilken punkt hopparen startar från.
Landningen skulle förr i tiden helst utföras med ett telemarksnedslag, där hopparen böjer på knäna och har den ena skidan längre fram. Den tekniken kom i användning för att det skulle gå att rätta till en obalans framåt eller bakåt, som annars skulle kunna resultera i fall. Dagens (2014) skor och bindningar förhindrar ofta att nedslaget görs på detta sätt. Satsen, det vill säga den rörelse som för hopparen från den hukande ställningen i överbacken till den utsträckta ställningen i överbacken, när hopparen lämnar uthoppet, är det moment som är viktigast för att hoppet ska bli lyckat.
Skidhoppare kan tävla individuellt eller i lag. Dessutom ingår skidhoppning som en av två i Nordisk kombination.
Världsrekordet i backhoppning innehas av österrikaren Stefan Kraft, som hoppade 253,5 meter i Vikersund, 2017.

## Utförande och regler
I hopptävlingarna ges poäng för både längd och stil. Hopplängden mäts på halvmetern när, från hoppkanten till nedslagsplatsen som är en tänkt punkt mitt mellan hopparens fötter avseende längdriktningen. Stilpoäng utdelas enligt det internationella skidförbundets normer. Vid större tävlingar poängsätter fem domare hoppets stil utifrån en skala mellan 0 och 20.
Stilpoängen bedöms i tre delar. Luftfärd, landning och "färden ut emot bromsplan". I luften kan man dra fem poäng, i landningen och färden ut emot bromsplan sju. Det finns en linje i backens nedre del som måste ha passerats innan hoppet kan bedömas som stående, kallas ofta för fallinje eller fallgräns. Om hopparen faller innan denna linje dras alla sju poäng från färden ut emot bromsplan. Landar man inte på fötterna dras även de sju poängen bort.
- I luften bedöms bland annat ifall skidorna är i jämn höjd, att de inte korsar varandra och hur pass stadigt hoppet är.

- I landningen är det viktigt att sätta en så kallad telemarkslandning (se även Telemark (skidåkning), det vill säga den klassiska stilen med att sätta den ena foten framför den andra. Om det inte är en telemarkslandning bör minst två poäng dras bort. I landningen bedöms också stadigheten och armföringen.

- I färden ut emot bromsplan bedöms hur stadig denna färd är. Är det inga större malörer dras ofta inga poäng alls.[1]

## Historia
Backhoppningen har som de flesta moderna inriktningar inom nordisk skidsport sitt ursprung i Norge. 1862 hölls den första backhoppningstävlingen i norska Trysil. Den första stora årligt anordnade backhoppartävlingen hölls från 1879 i Husebybakken i Oslo. 1892 flyttades tävlingen i Husebybakken till Holmenkollen som sedan dess är klassisk backhopparmark, med några av sportens största tävlingar. Backhoppning har funnits med i vinter-OS sedan starten i Chamonix 1924.
1936 blev Sepp Bradl, Österrike förste man att hoppa över 100 meter, med ett hopp på 101 meter. Första hoppet över 200 meter gjordes av finländaren Toni Nieminen år 1994.
I slutet av 1980-talet fick Jan Boklöv, Sverige stor uppmärksamhet, då han började med V-stilen. Boklövs revolutionerande hoppstil gav framgångar, trots poängavdrag.
Under senare år har backhoppningen haft problem med ohälsa, då flera backhoppare kraftigt gått ner i vikt, för att kunna prestera bättre. Man har därför infört nya regler så att man inte ska kunna dra fördelar av att gå ner kraftigt i vikt. Om man inte följer den s.k. BMI-regeln tvingas man hoppa med kortare skidor. Om man trots allt inte gör det, eller inte är uppmärksam nog, kan man riskera diskning.

## Kvinnor och backhoppning

### Historia
Den första kända svenska kvinnliga backhopparen hette Sigrid Wiking-Olsson. Som femtonåring deltog hon i en backhoppningstävling som arrangerades vid Fiskartorpsbacken i Stockholm, vintern 1908. Hennes deltagande dokumenterades av tidskriften Sport im Bild 1909.
Damernas organiserade backhoppande var länge kraftigt begränsat. Herrar och damer har tidigare[när?] tävlat i samma klasser i backhoppning. Den kanske enda framgångsrika kvinnliga backhopparen i Sverige under den tiden[när?] var Carina Norén som var konkurrenskraftig upp till junioråldern, men som senare lade av.

### 2000-talet
I dag tävlar damer och herrar i skilda klasser. Det finns också en internationell damcup i FIS regi. Damtävling i VM infördes 2009 i Liberec, och världsmästare blev Lindsey Van, USA. Continental Cup var kvinnornas högsta liga. Anette Sagen har vunnit fem gånger i rad. Säsongen 2011/2012 fick även damerna en världscup.
Efter att backhoppning blivit den enda OS-gren där damer inte kan delta, föregicks Vancouver-OS 2010 av en juridisk process där amerikanska kvinnor krävde tillträde till OS. När det stod klart att processen inte skulle bli framgångsrik sattes siktet i stället in på deltagande i Sotji 2014, vilket också lyckades. Den historiska segrarinnan i den enda tävlingen blev Carina Vogt.
I februari 2010 utlyste Oslo Bystyre en omröstning om vem som skulle få göra invigningshoppet i nya Holmenkollen den 3 mars 2010. För att göra en tydlig internationell markering om kvinnors rätt till backhoppning på samma villkor som män drogs en stor kampanj igång i Norge för att ge den norska elithopparen Anette Sagen i uppdrag att göra invigningshoppet. Kampanjen fördes i traditionella media såväl som på till exempel Facebook där en grupp samlade över 40000 medlemmar till Anette Sagens stöd. Kampanjen spreds även till andra länder som till exempel Sverige. 2010-03-01 förkunnade Oslo Bystyre sitt beslut att ge Anette Sagen förtroendet att göra invigningshoppet två dagar senare. Ledningen i Kollenhopp var inte tillfreds med beslutet utan lät de manliga elithopparna, med Bjørn Einar Romøren som förste man, göra provhopp i backen kvällen innan under medias närvaro. Syftet med detta ansågs allmänt vara att frånta Anette Sagen äran att bli förste hoppare och Kollehopps beslut har mött allvarlig kritik på många håll, bland annat i Oslo Bystyre.
Den första officiella världscupdeltävlingen för damer arrangerades i Lysgårdsbakken i Lillehammer den 3 december 2011. Vinnaren Sarah Hendrickson från USA blev därmed historisk.

## Hoppbackarna
Backhoppning på elitnivå sker i Normalbacken respektive Stora Backen. Den kritiska punkten K-punkt (där backprofilen vänder från att bli allt brantare till att börja flacka ut) för respektive backe är då 90 respektive 120 meter. De kallas för K90 och K120. Sedan sommaren 2004 är HS (hillsize/backstorlek) det officiella måttet på backarnas storlek och ersatte därmed K-punkten. HS markeras normalt med en horisontell linje i backen. Backen är som brantast vid K-punkten. Vid HS är backens lutning 32°. Från K145 och HS185 talar man om skidflygning.

### Plastbacke
Plastbacke kallas ibland sommarbackhoppningen. Flera backar är täckta av en gräsmatta av plast (som täcks över av snö om vintern) som i kombination med vatten skapar en hal yta som fungerar lika bra som snö.
Genom detta kan man träna på sommaren och det går även en hel del tävlingar på gräs. Summer Grand Prix är den högsta tävlingsnivån på sommaren, och de flesta elithoppare deltar. Även Continental Cup, Fis Cup, nationella mästerskap och så vidare genomförs i en sommarversion.

## Skidflygning
I skidflygning är utförandet det samma som klassisk backhoppning, frånsett att backarna är dock väsentligt längre.

## Utrustning
Dräkterna är för sporten specialtillverkade overaller som kostar omkring 4 000 kronor. De kontrolleras inför varje tävling och förseglas dagarna innan tävling, så att inget fusk ska kunna ske. Åkare har idag hjälm och skidglasögon, att jämföra med gamla tider då man enbart hade mössa på huvudet, vilket ökade risken för allvarliga skador.

## Klassiska tävlingar
Backhoppning är sedan 1924 gren i OS. Individuellt koras en vinnare i liten backe och en i stor backe. Även lagtävlingen är OS-gren. Backhoppning ingår tillsammans med längdskidåkning också i nordisk kombination i OS och VM. 
I kombinationstävlingen koras en individuell segrare samt en segrare bland nationslag. 
De nämnda grenarna står också på programmet när skid-VM i nordiska grenar avgörs.
Varje säsong avgörs backhoppningens världscup. I världscupen ingår den Tysk-österrikiska backhopparveckan. Denna består av fyra deltävlingar: i Oberstdorf, Garmisch-Partenkirchen, Innsbruck samt i Bischofshofen. Tävlingen i Garmisch-Partenkirchen på nyårsdagen har blivit en klassiker i SVT på nyårsdagen. SVT slutade dock sända 2006, men återupptog sändningen 2012. Eurosport sänder alla tävlingar numer. Klassiska tävlingar arrangeras varje säsong i hoppbackarna Holmenkollen i Oslo och Zakopane i Polen.

## Utbredning
Backhoppning är mycket populärt i Tyskland. Backhoppning är även populärt i Schweiz, Österrike, Tjeckien och Polen. Det handlar alltså mycket om områdena kring Alperna och Karpaterna för den europeiska backhoppningen. I Norden var länge Norge den ledande nationen, även om Finland under 1980-talets slut och 1990-talets början alltmer övertog den rollen. Finland har haft en av världens bästa backhoppare, Matti Nykänen, som dominerade sporten under 1980-talet.
Sverige tillhör sedan 1990-talets mitt inte längre toppnationerna, tidigare var backhoppning i Sverige dock ganska stort.

## Backhoppningsrekord
Här är en lista över olika rekord inom de fem klassiska internationella backhoppningstävlingarna, Olympiska Spelen, Världsmästerskapen i nordisk skidsport (engelska: FIS Nordic World Ski Championships), Världsmästerskapen i skidflygning (engelska: FIS Ski-Flying World Championships), Tysk-österrikiska backhopparveckan (engelska: Four Hills Tournament) och Världscupen i backhoppning (engelska: FIS World Cup).

### Tabell
| Olympiska Spelen (1924–2010)                           |                                     |                  |                  |
| Flest individuella segrar                              | Simon Ammann                        | 4                | 2002–2010        |
| Flest medaljer                                         | Matti Nykänen                       | 5                | 1984–1988        |
| Flest lagsegrar                                        | Finland                             | 2                | 1988–1992        |
| Flest lagsegrar                                        | Tyskland                            | 2                | 1994–2002        |
| Flest lagsegrar                                        | Österrike                           | 2                | 2006–2010        |
| Flest medaljer i laghopp                               | Österrike                           | 5                | 1992–2010        |
| Yngsta individuella segrare (Albertville)              | Toni Nieminen                       | 16 år, 261 dagar | 1992             |
| Äldste individuella segrare (Lillehammer)              | Jens Weissflog                      | 29 år, 214 dagar | 1994             |
| Deltagit i flest olympiska spel                        | Noriaki Kasai                       | 7                | 1992–2014        |
| FIS Världsmästerskapen i nordisk skidsport (1925–2011) |                                     |                  |                  |
| Flest individuella segrar                              | Adam Małysz                         | 4                | 2001–2007        |
| Flest individuella medaljer                            | Adam Małysz                         | 6                | 2001–2011        |
| Flest medaljer                                         | Janne Ahonen                        | 10               | 1995–2005        |
| Flest medaljer                                         | Martin Schmitt                      | 10               | 1997–2011        |
| Flest lagsegrar                                        | Österrike                           | 8                | 1984–2011        |
| Flest medaljer i laghopp                               | Österrike                           | 14               | 1984–2011        |
| Yngsta individuella segrare (Thunder Bay)              | Tommy Ingebrigtsen                  | 17 år, 222 dagar | 1995             |
| Äldste individuella segrare (Liberec)                  | Andreas Küttel                      | 29 år, 308 dagar | 2009             |
| Deltagit i flest världsmästerskap                      | Noriaki Kasai                       | 10               | 1989–2009        |
| FIS Världsmästerskapen i skidflygning (1972–2010)      |                                     |                  |                  |
| Flest individuella segrar                              | Walter Steiner                      | 2                | 1972–1977        |
| Flest individuella segrar                              | Sven Hannawald                      | 2                | 2000–2002        |
| Flest individuella segrar                              | Roar Ljøkelsøy                      | 2                | 2004–2006        |
| Flest individuella medaljer                            | Matti Nykänen                       | 5                | 1983–1990        |
| Flest medaljer                                         | Janne Ahonen                        | 7                | 1996–2008        |
| Flest lagsegrar                                        | Norge                               | 2                | 2004–2006        |
| Flest lagsegrar                                        | Österrike                           | 2                | 2008–2010        |
| Flest lagmedaljer                                      | Norge                               | 4                | 2004–2010        |
| Flest lagmedaljer                                      | Finland                             | 4                | 2004–2010        |
| Yngsta individuella segrare (Oberstdorf)               | Gregor Schlierenzauer               | 18 år, 47 dagar  | 2008             |
| Äldsta individuella segrare (Vikersund)                | Robert Kranjec                      | 30 år, 224 dagar | 2012             |
| Deltagit i flest världsmästerskap                      | Janne Ahonen                        | 9                | 1994–2010        |
| Tysk-österrikiska backhopparveckan (1953–2012)         |                                     |                  |                  |
| Flest sammanlagtsegrar                                 | Janne Ahonen                        | 5                | 1999–2008        |
| Flest delsegrar                                        | Jens Weissflog                      | 10               | 1983–1996        |
| Yngsta segrare i deltävling (Oberstdorf)               | Toni Nieminen                       | 16 år, 212 dagar | 29 december 1991 |
| Äldsta segrare i deltävling (Bischofshofen)            | Jens Weissflog                      | 31 år, 169 dagar | 6 januari 1996   |
| Yngsta sammanlagtsegrare                               | Toni Nieminen                       | 16 år, 220 dagar | 1991–92          |
| Äldsta sammanlagtsegrare                               | Jens Weissflog                      | 31 år, 169 dagar | 1995–96          |
| FIS Världscupen (1979–2012)                            |                                     |                  |                  |
| Första Världscuptävling, individuellt                  | Cortina d'Ampezzo                   |                  | 27 december 1979 |
| Första seger, Världscupdeltävling individuellt         | Toni Innauer                        |                  | 27 december 1979 |
| Första totalsegrare, Världscupen individuellt          | Hubert Neuper                       |                  | 1979/1980        |
| Första lagtävling i Världscupen                        | Lahtis                              |                  | 3 mars 1990      |
| Flest sammanlagtsegrar                                 | Matti Nykänen                       | 4                | 1983–1988        |
| Flest sammanlagtsegrar                                 | Adam Małysz                         | 4                | 2001–2007        |
| Flest delsegrar                                        | Matti Nykänen                       | 46               | 1981–1989        |
| Flest pallplatser i deltävlingar                       | Janne Ahonen                        | 108              | 1993–2010        |
| Flest Top 10 resultat i deltävlingar                   | Janne Ahonen                        | 245              | 1993–2011        |
| Flest laghoppsegrar                                    | Österrike                           | 23               | 1990–2011        |
| Flest medaljer i laghopp                               | Österrike                           | 45               | 1990–2011        |
| Flest individuella tävlingar                           | Noriaki Kasai                       | 407              | 1989-aktiv       |
| Flest lagtävlingar                                     | Noriaki Kasai                       | 41               | 1990-aktiv       |
| Flest tävlingar totalt                                 | Noriaki Kasai                       | 445              | 1989-aktiv       |
| Flest säsonger                                         | Noriaki Kasai                       | 22               | 1989-aktiv       |
| Flest individuella skidflygningsegrar                  | Gregor Schlierenzauer               | 10               | 2006-aktiv       |
| Yngsta segrare i deltävling (Lahtis)                   | Steve Collins                       | 15 år, 362 dagar | 9 mars 1980      |
| Äldsta segrare i deltävling (Kuopio)                   | Takanobu Okabe                      | 38 år, 135 dagar | 10 mars 2009     |
| Yngsta sammanlagtsegrare                               | Toni Nieminen                       | 16 år, 303 dagar | 1991-92          |
| Äldste sammanlagtsegrare                               | Adam Małysz                         | 29 år, 112 dagar | 2006-07          |
| Äldste deltagare i Världscupen                         | Takanobu Okabe                      | 41 år, 95 dagar  | 1989-2012        |
| Flest delsegrar under en säsong                        | Gregor Schlierenzauer               | 13               | 2008-09          |
| Flest poäng under en säsong, individuellt              | Gregor Schlierenzauer               | 2083 (poäng)     | 2008-09          |
| Andra rekord                                           |                                     |                  |                  |
| Första hopp över 100 meter (Planica)                   | Sepp Bradl                          | 101m             | 1936             |
| Första hopp över 200 meter (Planica)                   | Andreas Goldberger (fall, ogiltigt) | 202m*            | 1994             |
| Första hopp över 200 meter (Planica)                   | Toni Nieminen (officiell rekord)    | 203m             | 1994             |
| Flest hopp över 200 meter                              | Robert Kranjec                      | 129              | 1998–aktiv       |
| Världsrekord (Vikersund)                               | Stefan Kraft                        | 253.5m           | 2017             |

Uppdaterad 15 februari 2015

## Kända hoppbackar
- Bergiselschanze, Innsbruck, Österrike
- Čerťák, Harrachov, Tjeckien
- Große Olympiaschanze, Garmisch-Partenkirchen, Tyskland
- Gross-Titlis-backen, Engelberg, Schweiz
- Hakubabackarna, Hakuba, Japan
- Heini Klopfer-backen, Oberstdorf, Tyskland
- Hochfirstbacken, Schwarzwald, Tyskland
- Holmenkollen, Oslo, Norge
- Kulm, Bad Mitterndorf, Österrike
- Letalnica, Planica, Slovenien
- Lugnet, Falun, Sverige
- Lysgårdsbakken, Lillehammer, Norge
- Mühlenkopfbacken, Willingen, Tyskland
- Ōkurayama-backen, Sapporo, Japan
- Paul Aussleitner-backen, Bischofshofen, Österrike
- Rukatunturi-backen, Kuusamo, Finland
- Salpausselkä-backarna, Lahtis, Finland
- Schattenbergbacken, Oberstdorf, Tyskland
- Stadio del Trampolino, Pragelato, Italien
- Vikersundbacken, Vikersund, Norge
- Wielka Krokiew, Zakopane, Polen